# 二二八事件受害賠償
二二八事件受害賠償是指在1947年2月27日至5月16日臺灣發生二二八事件後，針對這次事件的相關損失進行的賠償與補償。

## 賠償案例
有關二二八事件受害者及其家屬的賠償，主要是依據立法院在1995年3月23日制定的《二二八事件處理及補償條例》，該法律於當年4月7日公布實行。行政院依此條例於隔年設置二二八事件紀念基金會，處理受害者申請賠償事宜:10-12。其中二二八事件受害者包括「死亡」、「失蹤」、「傷殘」、「遭受羈押」及「健康名譽受損」等類別，而賠償金比重與受害者人數略呈M型分佈。獲賠認定以死亡與失蹤的受害者最多，共865人，賠償金則最高可獲得新台幣600萬元的賠償。
申請賠償金之最新數據，截至2015年8月為止，共有2288名二二八事件受害者得到國家賠償，政府總共賠償受害者約新臺幣72億元。最年輕死者是在高雄車站前於母親懷抱時，遭軍人以刺刀殺害的1歲兒童；最年長死者71歲，在家中無故遭軍隊槍擊，隔日傷重不治。其中以青年死傷最為慘重。而根據賠償金資料推估受害者年紀，有高達45.12%獲得賠償者在當時僅約21歲至30歲。

### 賠償人數與實際受難人數落差原因
自1995至2017年5月為止通過二二八事件紀念基金會申請賠償的受難者案例中，「死亡」類案件685件、「失蹤」類案件180件，但此「賠償案件數不等同於實際受難數字」，依據二二八賠償條例唯一受理賠償的二二八基金會所發行的會訊顯示，原因總結有七項：一、因連坐法及緊接著進入白色恐怖時期使得家屬早已避走海外；二、受難者無子女且五十年後父母雙亡而無人申請賠償者；三、受死於街頭的人，其兄弟姊妹三等親來申請賠償，但找不到證據也無人證而難以確認者；四、被正式處決者因案件檔案被公務機關銷毀使得申請賠償者找不到證據；五、因私人因素不願申請賠償者；六、受難者的檔案明確、證據充足，卻沒有申請者，或申請者不是合法的賠償權利人；七、申請者選擇以白色恐怖為原因事實獲得賠償者不能重複申請二二八事件賠償。上述原因皆不被二二八基金會列入其通過的受難數字統計。受難者家屬向二二八事件紀念基金會申請賠償的案件中，除需知悉受難者人名以外，得檢附具體資料或相關證人（非三等親內證人二人以上的佐證），以書面向紀念基金會申請調查，並經二二八基金會的審查確認（調查當時實際情形且一一印證）後，如此方能通過賠償，從事件發生到受理賠償相隔半世紀，人證、物證多已滅失，申請賠償困難重重。
二二八事件受害者及其家屬的賠償，由於《二二八事件處理及賠償條例》賠償金申請期限於2017年5月23日屆滿，立法院於2017年12月26日通過《二二八事件處理及賠償條例》部分條文修正案，除了二二八事件受難者本人可申請賠償外，未來受難者家屬也可申請，而因故未於原期限內申請者，於屆滿後申請賠償金之期限再延長4年。